# Lijst van Eurocommissarissen voor Mensenrechten
De functie van Europees commissaris voor Mensenrechten is sinds het aantreden van de commissie-Santer (1995) een functie binnen de Europese Commissie. Sinds haar creatie heeft de functie diverse benamingen gekend. Na 2010 wordt de term fundamentele rechten gebruikt. Intussen gaat het om grondrechten, waarvoor een afzonderlijk Agentschap is opgericht, het Europees Bureau voor de grondrechten. In de Commissie-Von der Leyen is geen afzonderlijke commissaris voor Mensenrechten opgenomen.

## Benamingen
- Mensenrechten (1995-99)
- Vrijheid (2004-10)
- Fundamentele Rechten (2010-2019)
- Grondrechten (2019-)

## Commissarissen
|  | Naam               | Lidstaat  | Nationale partij | Periode   | Commissies |
|  | ------------------ | --------- | ---------------- | --------- | ---------- |
|  | Hans van den Broek | Nederland | CDA              | 1995-1999 | Santer     |
|  | Geen commissaris   |           |                  | 1999-2004 | Prodi      |
|  | Franco Frattini    | Italië    | FI               | 2004-2008 | Barroso I  |
|  | Jacques Barrot     | Frankrijk | UMP              | 2008-2010 | Barroso I  |
|  | Viviane Reding     | Luxemburg | CSV              | 2010-2014 | Barroso II |
|  | Martine Reicherts  | Luxemburg | LSAP             | 2014      | Barroso II |
|  | Frans Timmermans   | Nederland | PvdA             | 2014-2019 | Juncker    |